# آلتنلوت هایم
آلتنلوت هایم دهکده ای در بخش والدک-فرانکنبرگ واقع در شهرستان فرانکناو در ایالت هسن آلمان است.

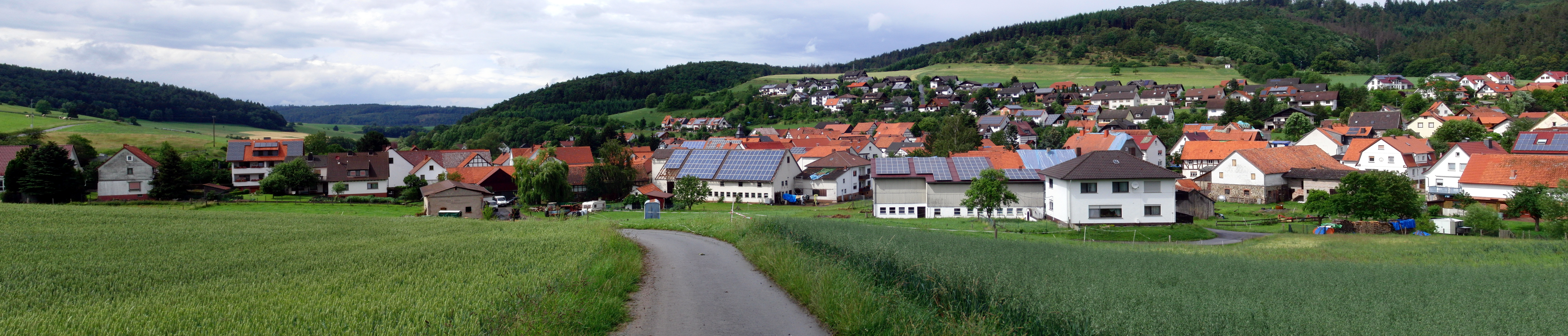
نمای سراسرنما از آلتونلون هایم